# Condado de Jackson (Oklahoma)
O Condado de Jackson é um dos 77 condados do estado norte-americano do Oklahoma. A sede do condado é Altus, que também é a maior cidade.
A área do condado é de 2083 km² (dos quais 04 km² são cobertos por água), uma população de 28 439 habitantes e uma densidade populacional de 14 hab/km².

## Condados adjacentes
- Condado de Greer (norte)
- Condado de Kiowa (nordeste)
- Condado de Tillman (leste)
- Condado de Wilbarger, Texas (sul)
- Condado de Hardeman, Texas (sudoeste)
- Condado de Harmon (oeste)

## Cidades e Vilas
- Altus
- Blair
- East Duke
- Eldorado
- Elmer
- Friendship
- Headrick
- Martha
- Olustee